# ジョン・ハワード
ジョン・ウィンストン・ハワード（John Winston Howard AC、1939年7月26日 - ）は、オーストラリアの政治家。第25代オーストラリア首相（1996年3月11日 - 2007年12月3日）。
1995年1月にオーストラリア自由党の党首に就任し、2007年11月まで務めた。2004年10月9日に行われた総選挙は彼に4度目の任期を与え、オーストラリアにおける最も成功した政治家となった。趣味は クリケットと散歩。尊敬する政治家は、英国の元首相マーガレット・サッチャーである。

## 生い立ち
シドニー郊外のアールウッドで生まれ育ち、アールウッド公立学校へ通った。1940年にイギリスの首相となったウィンストン・チャーチルにちなんでウィンストン (Winston) のミドルネームを付けられた。父ライエル・ハワードと父方の祖父Walter Howardは両人とも第一次世界大戦でFirst AIF, First Australian Imperial Force（オーストラリア帝国軍）の退役軍人だった。
ハワードは、青年期聴覚障害によるわずかな言語障害を持ち、この点でもチャーチルと同じである。
一家はガソリンスタンドと機械工場をアールウッドの郊外Dulwich Hillで経営した。父ライエルはハワードの成人前に死去し、妻とハワードを含む3人の子供が残された。ジョンはカンタベリー・ボーイズ・ハイスクールに通い、シドニー大学に進学し法律学を学んだ。 1957年に自由党に入党する。
ジョンは1971年に自由党の同僚ジャネット・パーカーと結婚し、3人の子供をもうけた。ジャネットはハワードが首相在職中控えめであったが、それは彼の健康問題から取られたスタンスで、実際にはハワードの有力なアドバイザーであったとされる。
1974年の連邦議会総選挙で、シドニー北西郊外のベネロング区から立候補し当選する。1985年に自由党の党首となり、1989年に一度退任するが、1995年に再び党首に就任する。1996年の連邦議会総選挙で、与党の労働党を破り首相に就任する。

## 首相として
1期目においては、歳出の削減やポートアーサー事件に関連して銃規制などを行った。1998年の選挙においては、自由党と国民党の連合を率いて臨んだ。この選挙の関心は、新間接税の導入と白豪主義政党・ワンネーション党 (One Nation Party) の動向であった。自由党と国民党の連合はこの選挙に勝利し、2期目の任期に入った。
2期目においてはGSTと呼ばれる新税を導入し、東ティモール問題への積極的な関与を行った。2001年8月に発生したアフガニスタン難民問題では、背景の複雑な事情もあり受け入れに反対し、移民政策を厳格にした。2001年に政権の座についた、米国のジョージ・W・ブッシュ大統領とは、自ら「米国の副保安官」と名乗るほどもっとも近しい間柄で、京都議定書脱退に踏み切った際には、いち早くそれを支持した。また同じ年に就任し、親米・新自由主義政策を共有する日本の小泉純一郎首相とも関係を深め、日本の国連・常任理事国入りに賛意を示し、靖国神社参拝にも理解を示している。小泉の後を継いだ安倍晋三政権とも関係を深め、2007年3月の日豪首脳会談では安全保障協力に関する日豪共同宣言に署名している。同年6月には日豪外務・防衛トップによる2プラス2が東京で開かれている。その際、訪日したブレンダン・ネルソン国防相は日米が共同開発を進めるミサイル防衛への参画意思を示している。また、捕鯨問題においても、日本との友好関係重視の観点から政治問題化を回避させる政策をとっていた。
野党時代にはアジア系移民に対する差別的な発言でマスコミを賑わし、発言がしばしば白豪主義者などナショナリストが繰り広げていた、アジア系移民排斥運動を後押しすることになった。首相就任後はそれまでのオーストラリアがとっていた多文化主義の政策を一転し、ポピュリズム的な政策をとり支持を広げていった。しかし、政権末期にはオーストラリア籍のアジア系移民に対する不法な拘束や国外退去など次々と問題が浮上、移民省の大臣の辞職および省の解体再編など混迷を極め、政権崩壊の一因となった。
2001年11月に行われた選挙で自由党は勝利し、ハワードは3期目の首相の任についた。2003年のイラク戦争においては、アメリカ軍・イギリス軍に協力するために、イラクに部隊を派遣している。豪軍は主にイラク南部で活動しており、日本の陸上自衛隊が活動していたサマワでオランダ軍が撤退した際には、即座に豪軍派遣を決定している。本来ハワードは、3期限りでその職を去ることが本意だったとされる。だが、後継の最有力候補であるピーター・コステロ財務相がカリスマ性に乏しいことや、豪州で長年論争の的になっている「共和制移行」を持論としていることから、結局ハワードが陣頭指揮を執ることとなった。ハワードは英王室の熱烈な支持者で、1996年に首相に就任した直後に、英国のユニオンジャックをあしらった国旗・国歌の義務化に踏み切っている。
2004年10月9日の連邦議会総選挙では、ハワードのイラク戦争支持の姿勢への賛否が最大の争点となったが、自由党は労働党に圧勝し、ハワードはオーストラリア建国史上初となる4期目の首相の座に就いた。テレビ・パーソナリティ兼環境保護運動家のスティーブ・アーウィンの追悼式にも参加した。
2007年9月12日に行われたインタビューでは、苦戦が予想される次期総選挙後に再任されたとしても、任期満了までは職にとどまらず、前述のコステロ財務相への禅譲に言及していた。しかし、同年11月24日に行われた総選挙では、自身が党首をつとめる自由党と国民党の保守連合が敗北した。アジア系移民に対して厳しい発言をしていたハワード自身も中国系住民の多い地元で敗北した。労働党の党首で「LOVE中国」として有名なケビン・ラッドが首相となった。これによりオーストラリア歴代2位の長期政権は終焉、政権が交代することとなった。現職首相の落選は、1929年のスタンリー・ブルース以来78年ぶり、オーストラリア史上2人目であった。

## オーストラリアサッカー革命
オーストラリアでは長らく、「3種類のラグビー、水泳、クリケット」が人気で、特に3種類のラグビー（オージーフットボール、ラグビーユニオン、ラグビーリーグ）とクリケットが4大スポーツと言われていた。オーストラリアは人口を増やすため、移民を積極的に受け入れてきた。サッカーは特に欧州系移民の間で盛んで競技人口も多かったが、一般の国民にとってのサッカーは移民のスポーツであり、「観るスポーツ」としてはマイナースポーツであった。ところが、オーストラリア政府主導の国家プロジェクトともいうべき一連の改革「オーストラリアサッカー革命」により、オーストラリアのサッカーは劇的な変貌を遂げた（ある有力紙記者は「天地が変わった」「まさにおとぎ話」などと話している）。
はじまりは、2002 FIFAワールドカップ日韓大会の開催であった。初めて時差なしで観戦できたワールドカップ日韓大会で、オーストラリア国民のサッカーへの関心が高まった。そこに商業的価値を見出した、当時首相であったジョン・ハワードは、サッカーをきっかけとしたオーストラリアのアジアへの進出というプランを描き、オーストラリア・サッカー界の改革を決意した。そして、オーストラリア国内最大手のデパートの経営者であり、国内有数の資産家のフランク・ロウイにオーストラリア・サッカーの立て直しを依頼した。政府の意向を受けオーストラリアサッカー連盟は、2003年にロウイを会長に選出し、2005年同国初のプロリーグAリーグ発足や「32年ぶりの独W杯出場」そして「アジアサッカー連盟(AFC)への転籍」などの改革を成し遂げた。

## 日本との関係
2013年11月3日、「日本・オーストラリア間の 政治・経済・安全保障等、関係強化に寄与」へ功労により、旭日大綬章を受章した。

## 栄典
- 2008年‐オーストラリア勲章（英語版）コンパニオン (オーストラリア)
- 2009年‐大統領自由勲章 (米国)
- 2012年‐メリット勲章 (英国)
- 2013年-旭日大綬章（日本）